# Resolutie 1282 Veiligheidsraad Verenigde Naties
Resolutie 1282 van de Veiligheidsraad van de Verenigde Naties werd met 14 stemmen tegen de onthouding van Namibië aangenomen door de VN-Veiligheidsraad op 14 december 1999.

## Achtergrond
Begin jaren 1970 ontstond een conflict tussen Spanje, Marokko, Mauritanië en de Westelijke
Sahara zelf over de Westelijke Sahara, een gebied dat tot dan toe in Spaanse handen was. Marokko legitimeerde zijn aanspraak op
basis van historische banden met het gebied. Nadat Spanje het gebied opgaf bezette Marokko er twee derde van. Het
land is nog steeds in conflict met Polisario dat met steun van Algerije de onafhankelijkheid
blijft nastreven. Begin jaren 1990 kwam een plan op tafel om de bevolking van de Westelijke Sahara
via een volksraadpleging zelf te laten beslissen over de toekomst van het land. Het was de taak van de VN-missie
MINURSO om dat referendum
op poten te zetten. Het plan strandde later echter door aanhoudende onenigheid tussen de beide partijen waardoor
ook de missie nog steeds ter plaatse is.

## Inhoud

### Waarnemingen
De Veiligheidsraad:
- Herinnert aan de vorige resoluties over de Westelijke Sahara, vooral de resoluties 1238 en 1263.
- Verwelkomt het rapport van de secretaris-generaal met opmerkingen en aanbevelingen.

### Handelingen
De Veiligheidsraad verlengde het mandaat van de
MINURSO-missie tot
29 februari 2000.
Door het grote aantal kandidaten dat beroep had aangetekend en de tegengestelde meningen van de partijen over
de toelaatbaarheid leek het erop dat de volksraadpleging niet meer voor 2002 zou kunnen doorgaan.
Secretaris-generaal Kofi Annan dacht de partijen te kunnen verzoenen
en werd gevraagd voor het einde van het mandaat te rapporteren over de vooruitgang in de uitvoering van het
VN-plan.

## Verwante resoluties
- Resolutie 1238 Veiligheidsraad Verenigde Naties
- Resolutie 1263 Veiligheidsraad Verenigde Naties
- Resolutie 1292 Veiligheidsraad Verenigde Naties (2000)
- Resolutie 1301 Veiligheidsraad Verenigde Naties (2000)

Lijst ·  1220 ·  1221 ·  1222 ·  1223 ·  1224 ·  1225 ·  1226 ·  1227 ·  1228 ·  1229 ·  1230 ·  1231 ·  1232 ·  1233 ·  1234 ·  1235 ·  1236 ·  1237 ·  1238 ·  1239 ·  1240 ·  1241 ·  1242 ·  1243 ·  1244 ·  1245 ·  1246 ·  1247 ·  1248 ·  1249 ·  1250 ·  1251 ·  1252 ·  1253 ·  1254 ·  1255 ·  1256 ·  1257 ·  1258 ·  1259 ·  1260 ·  1261 ·  1262 ·  1263 ·  1264 ·  1265 ·  1266 ·  1267 ·  1268 ·  1269 ·  1270 ·  1271 ·  1272 ·  1273 ·  1274 ·  1275 ·  1276 ·  1277 ·  1278 ·  1279 ·  1280 ·  1281 ·  1282 ·  1283 ·  1284